# Mineriada din 1991
Termenul de mineriadă nu exista în dicționare, dar a apărut în limbajul populației române după revoluția din 1989 și desemna violențele produse de minerii adunați în Piața Revoluției și în Piața Universității. Astfel de manifestații au avut loc în repetate rânduri în București și de fiecare dată au lăsat în urmă morți, răniți și numeroase pagube materiale. 

## Desfășurarea evenimentelor
În 24 septembrie 1991, minerii din Valea Jiului intră în grevă generală și cer prim-ministrului, Petre Roman, să vină la Petroșani pentru a le asculta problemele. Liderul sindical, Miron Cozma, i-a amenințat pe reprezentanții Guvernului că, dacă nu se rezolvă aceste nemulțumiri cât mai repede posibil, ei vin în număr mare la București. Primele acțiuni violente au fost făcute la Petroșani unde au intrat în primărie și l-au agresat pe subprefectul Ionel Botoroaga și pe directorul Regiei Autonome a Huilei, Benone Costinaș. Apoi au urmat o serie de pagube materiale la gara din oraș, unde au cerut garnituri de tren pentru a se deplasa la București, dar au fost refuzați. 
În dimineața zilei de 25 septembrie, în jurul orei 10.00, minerii din Valea Jiului au ajuns în Gara Băneasa cu mai multe garnituri de tren, în posesia cărora au intrat prin violențe și incendieri. La aflarea veștii că minerii se îndreaptă spre capitală, premierul și președintele Ion Iliescu au încercat mai multe manevre de împiedicare a acestora de a ajunge la destinație, însă toate au fost în zadar. Conduși de liderul lor sindical, Miron Cozma, prima oprire au făcut-o în Piața Victoriei, unde au cerut o întâlnire cu prim-ministrul Petre Roman. Deoarece acesta nu a apărut, și-au schimbat motivul pentru care au venit și au cerut demisia acestuia din funcție. O delegație a minerilor a reușit să vorbească cu Petre Roman. Cornel Tomescu, șef sector în cadrul Secretariatului General al Guvernului a declarat că la sosirea în Piața Victoriei, minerii nu erau violenți ”Minerii erau calmi, nu strigau lozinci la adresa Guvernului sau a președintelui și stăteau așezați pe caldarâm.” Un militar, aflat la un etaj al Palatului a aruncat în mijlocul adunării de mineri o grenada lacrimogenă, fapt care a aprins spiritele deja încinse. Au început violențele și atacurile asupra clădirii Guvernului. În acel moment funcționarii care se aflau în clădire au fost evacuați. Spre seară minerii, conduși de Cozma, s-au îndreptat spre Televiziunea Română și Piața Universității. Au făcut o vizită la Palatul Cotroceni pentru a discuta cu președintele Ion Iliescu condițiile în care se vor retrage. Miron Cozma îi cere demiterea premierului în schimbul liniștii din capitală.
În ziua de 26 septembrie minerii atacă cu forțe noi clădirea Guvernului și cer în continuare demiterea Guvernului, crezând că astfel situația lor se va îmbunătăți. Au avut loc discuții cu ușile închise. Miron Cozma amenință că dacă până la ora 12:00 nu este anunțată demisia premierului, el cheamă 40.000 de sindicaliști din Pipera, acesta adăugând că probabil nimeni nu dorește un război civil. La ora 12:00, Alexandru Bârlădeanu, președintele Senatului, a anunțat la televiziunea publică demiterea Guvernului Roman. Liderul sindical al minerilor le cere acestora să plece acasă pentru ca le-au fost rezolvate revendicările. Cu toate acestea, lucrurile iau o întorsătură neașteptată. În după-amiaza acelei zile, minerii intră în Sala de ședințe a Adunării Deputaților și cer demisia Președintelui Ion Iliescu și rezolvarea tuturor revandicărilor pentru care au venit la București. În cele din urmă s-au potolit și s-au întors în Valea Jiului, cu promisiunea făcută că tot ceea ce au cerut se va rezolva. Două zile mai târziu Miron Cozma și președintele țării Ion Iliescu semnează un comunicat prin care încheie tragicul episod al celei de-a patra mineriadă.

### Cauze
A patra mineriadă a izbucnit o dată cu greva generală a minerilor și inițial nu aveau nici un interes de ordin politic. Voiau doar ca pâinea să fie mai bună și să primescă salam fără soia. La prima vedere aceste lucruri se puteau rezolva simplu, fără ca minerii să vină din nou în București. Indiferența autoritățiilor i-a costat. 
Demisia guvernului Roman a avut mai multe cauze, însă venirea minerilor în capitală a grăbit acest lucru. Eugen Dijmarescu, ministru al Economiei si Finantelor, a declarat: "Guvernul Roman nu si-a dat demisia la presiunea strazii, ci din alte considerente, de natura politica". El a adaugat ca "atunci cind s-a pus problema depunerii mandatului, minerii nici nu ajunsesera in Capitala". Dijmarescu a spus ca la acea data cunostea situatia din Valea Jiului si ca cererile din 1991 ale minerilor erau justificate deoarece o duceau foarte prost, iar cei din conducerea Regiei nu faceau nimic pentru ei si erau interesati numai de bunastarea lor. "Surprinzator, Liga Sindicatelor Minerilor nu a cerut demiterea conducerii Regiei ceea ce ma face sa cred ca este vorba despre o complicitate", a adaugat Dijmarescu1.
Părerile despre demiterea sau demisia Guvernului Roman sunt împărțite. Unii cred că România era deja o țară fără guvern în momentul în care minerii au ajuns la la București, alții susțin că lămpașii au avut putere de decizie în acel moment.

### Efecte
Pe plan național, mineriada a avut efecte negative asupra populației. Oamenii care au văzut și simțit evenimentele din septembrie 1991, își amintesc de mineri înarmați cu bâte, topoare, târnăcoape, lanțuri care băteau pe oricine le părea suspect că era împotriva lor. Amenințau si loveau în toate direcțiile. Astfel la plecare au lăsat în urma lor 455 de răniți, dintre care 50 au necesitat spitalizare, și 3 morți din București și unul din orașul Vulcan. După aproape 2 ani de la revoluția din 1989, românii încă mai luptau împotriva comunismului, pretext pe care l-au folosit și minerii când au organizat cea de-a patra mineriadă.
Pe plan internațional, lucrurile nu au stat mai bine. Investitorii străini au refuzat să își dezvolte afacerile în România și astfel s-au redus locurile de muncă, banii, iar sărăcia era aproape mai mare decât în epoca ceaușistă. Nici țările europene nu mai doreau relații cu țara noastră, pentru că tot ce se întâmpla era de fapt refuzarea democrației de către Guvern, lucru care ne dezavantaja.